# Фрессе-де-Корбьер
Фрессе́-де-Корбье́р (фр. Fraissé-des-Corbières) — коммуна во Франции, находится в регионе Лангедок — Руссильон. Департамент коммуны — Од. Входит в состав кантона Дюрбан-Корбьер. Округ коммуны — Нарбонна.
Код INSEE коммуны — 11157.

## Население
Население коммуны на 2008 год составляло 237 человек.
| 1962 | 1968 | 1975 | 1982 | 1990 | 1999 | 2008 |
| ---- | ---- | ---- | ---- | ---- | ---- | ---- |
| 169  | 229  | 222  | 224  | 198  | 169  | 237  |

## Экономика

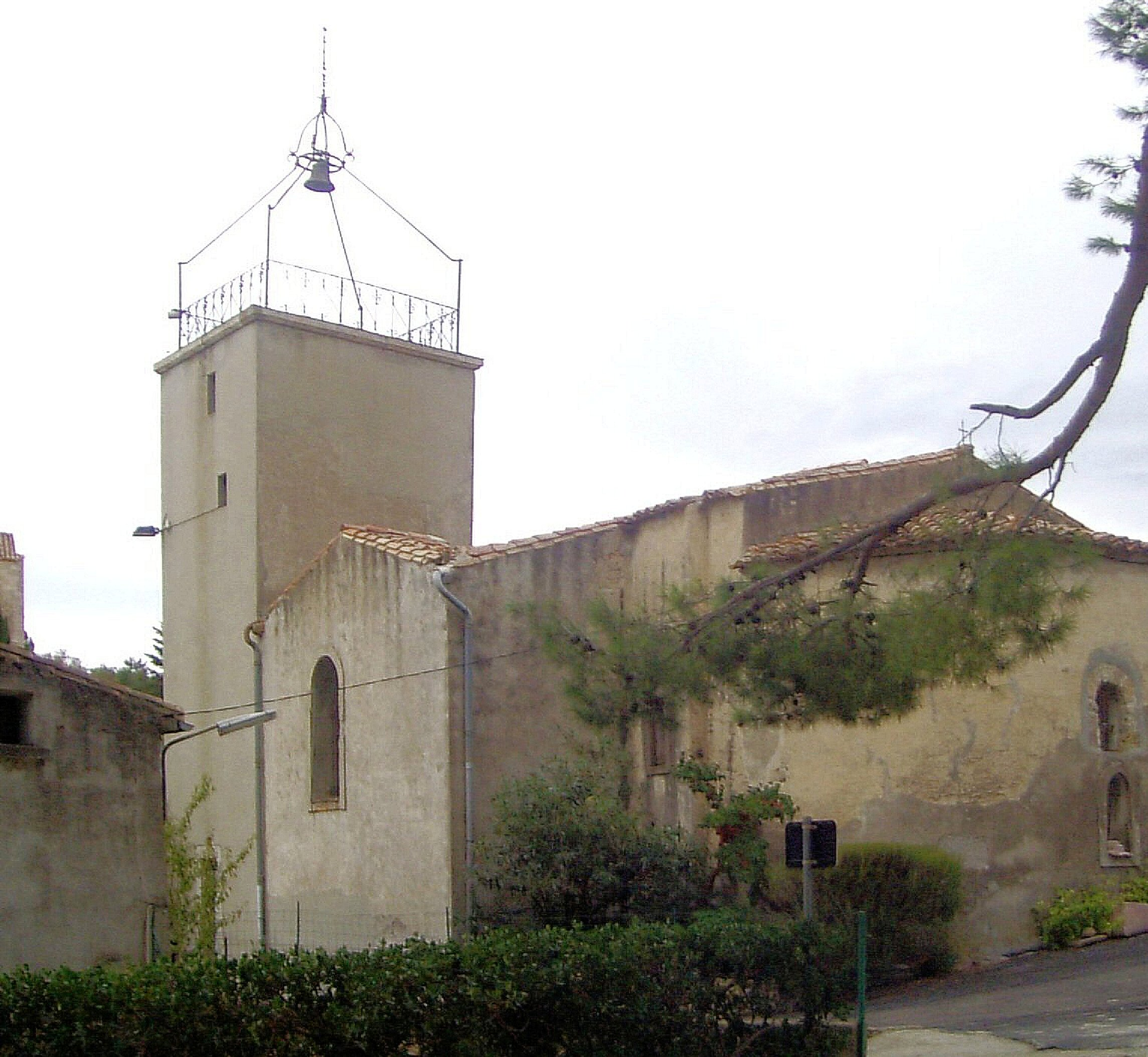
Церковь Сент-Коломб

В 2007 году среди 133 человек в трудоспособном возрасте (15—64 лет) 90 были экономически активными, 43 — неактивными (показатель активности — 67,7 %, в 1999 году было 64,0 %). Из 90 активных работали 76 человек (52 мужчины и 24 женщины), безработных было 14 (3 мужчины и 11 женщин). Среди 43 неактивных 4 человека были учениками или студентами, 19 — пенсионерами, 20 были неактивными по другим причинам.

## Достопримечательности
- Церковь Сент-Коломб
- Средневековой замок